# José Luiz Pereira
José Luiz Pereira (Rio de Janeiro, 5 de julho de 1943), mais conhecido como Zé Luiz, ou ainda Zé Luiz II, é um ex-futebolista brasileiro que atuava como zagueiro.

## Carreira
Durante sua carreira no futebol, Zé Luiz jogou pelo Fluminense e pelo Flamengo.
De acordo com o  Rec.Sport.Soccer Statistics Foundation, fez 8 partidas pela Seleção.[carece de fontes?]

### Seleção Brasileira
Em 1964, Zé Luiz foi convocado para a Seleção que disputou o torneio de futebol da Tóquio 1964. No torneio, Zé Luiz foi titular e atuou nas três partidas do Brasil na fase de grupos, contra Egito, Coreia do Sul e Tchecoslováquia.